# Cor de Best
Cor de Best (Haarlem, 2 juli 1918 - Eindhoven, 27 januari 2006) was een Nederlandse wielrenner. In 1942 won De Best het Nederlands kampioenschap wielrennen voor onafhankelijke. De meeste successen behaalde hij als baanwielrenner in het stayeren. In 1948 werd de Best vierde op het Wereldkampioenschap stayeren. Na verschillende keren op het podium gestaan te hebben tijdens het Nederlands kampioenschap stayeren was De Best in 1953 de beste en won hij de nationale titel stayeren.

## Palmares

### Wegwielrennen
1941
 Nederlands kampioenschap wielrennen, amateurs
1942
 Nederlands kampioenschap wielrennen, Onafhankelijken
Haarlem
Sittard-Geleen
1947
Haarlem
1948
Zaandam

### Baanwielrennen
1943
 Nederlands kampioenschap 50km
1947
 Nederlands kampioenschap stayeren
1948
 Nederlands kampioenschap 50km
 Nederlands kampioenschap stayeren
1949
 Nederlands kampioenschap 50km
 Nederlands kampioenschap stayeren
1950
 Nederlands kampioenschap stayeren
1951
 Nederlands kampioenschap stayeren
1952
 Nederlands kampioenschap stayeren
1953
 Nederlands kampioenschap stayeren